# August Heuser
August Heuser (* 1949 in Frankfurt am Main) ist ein deutscher römisch-katholischer Theologe und ehemaliger Museumsleiter.

## Leben
Heuser studierte Theologie und Germanistik in Mainz. Zunächst arbeitete er als Pastoralreferent in Pfarreien und ab 1980 als wissenschaftlicher Assistent im Fachbereich Katholische Theologie der Goethe-Universität, wo er 1987 promoviert wurde. Er war an der Akademie der Diözese Rottenburg-Stuttgart, im Schuldezernat der Diözese Limburg und als Referent für Kunst und Kultur bei der Deutschen Bischofskonferenz in Bonn (1998) tätig. Ferner war er Oberkustos am Dommuseum und Pastoralreferent in St. Gallus. Von 2002 bis 2015 leitete er als Museumsdirektor das Dommuseum Frankfurt. Von 2005 bis 2015 hatte er auch das Diözesanmuseum in Limburg an der Lahn geleitet.
Er lehrt im Fachbereich Katholische Theologie an der Goethe-Universität; 2003 wurde er zum Honorarprofessor ernannt. Seine Forschungs- und Interessenschwerpunkte sind Fragen der Bilddidaktik für den Religionsunterricht, der Museumspädagogik und der Integration von Kirche und den modernen Künsten.